# پردیس سینمایی لوتوس مال
پردیس سینمایی لوتوس مال یک پردیس سینمایی در تهران، ایران است.
این پردیس سینمایی که در منطقه نازی‌آباد قرار دارد، در آذر ۱۴۰۰ با چهارده سالن سینما با ظرفیت ۲۵۰۰ صندلی افتتاح شده‌است.

## نگارخانه

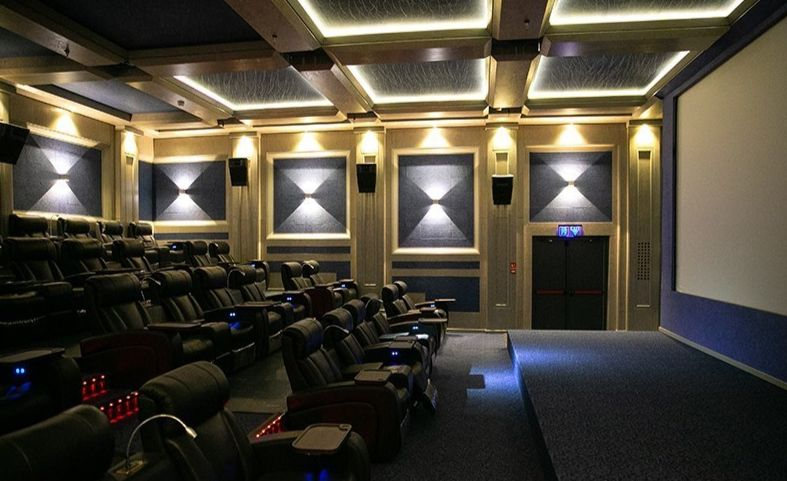
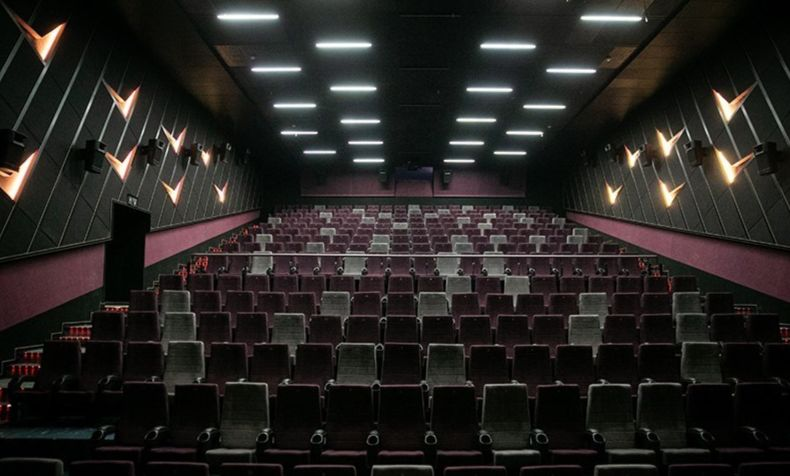
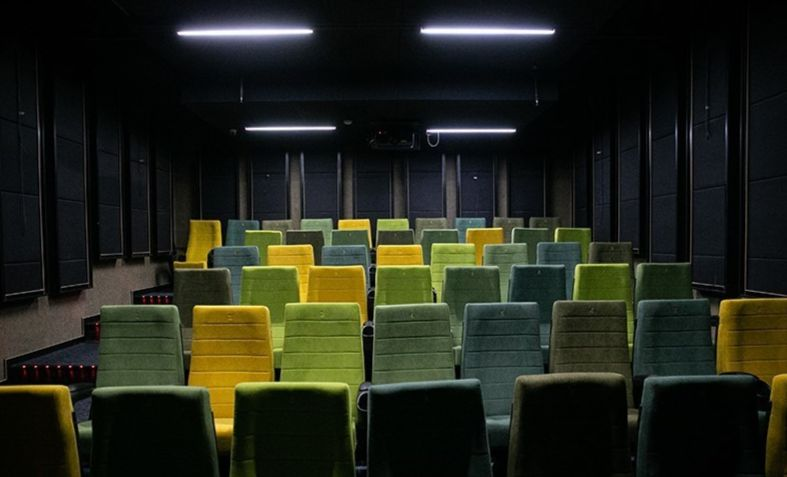
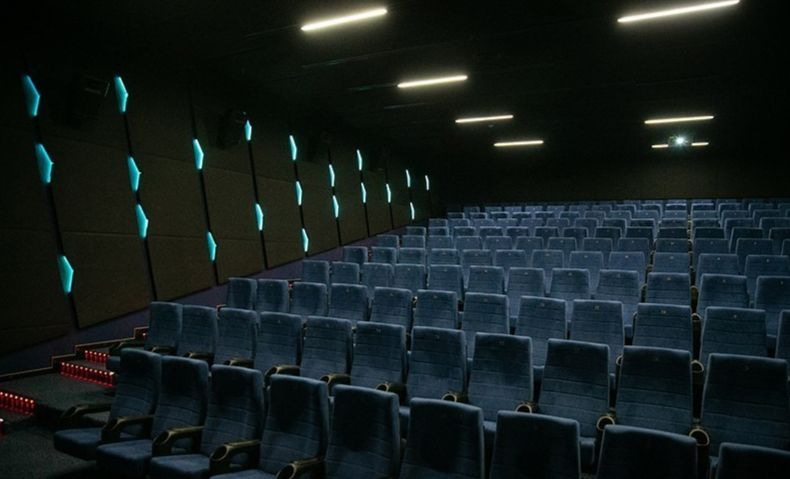
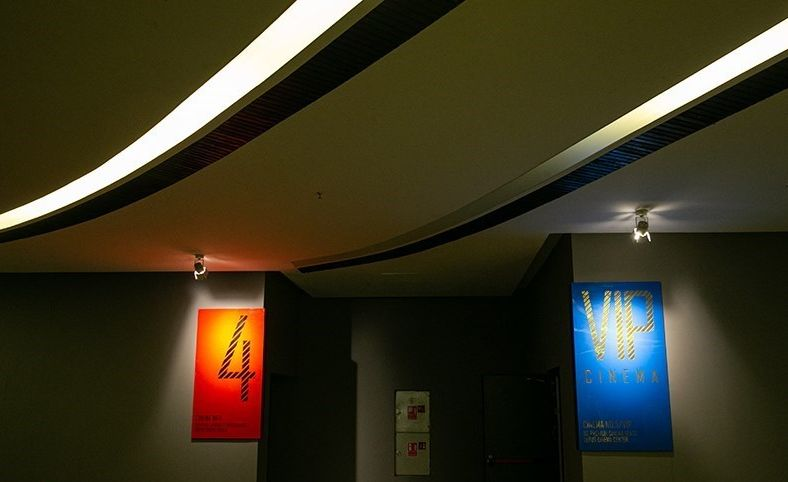